# Eric Pereira
Eric Pereira est un footballeur brésilien né le 5 décembre 1985 à Nova Iguaçu. Il évolue au poste de milieu offensif.

## Biographie
Eric Pereira joue au Brésil, en Roumanie, en Ukraine, en Arabie saoudite, et au Japon.
Il dispute plus de 200 matchs en première division roumaine.
Il inscrit trois buts en Ligue Europa.

## Palmarès
- Finaliste de la Coupe de la Ligue roumaine en 2015 avec le Pandurii TJ